# Hildelisa Rodríguez
Hildelisa Rodríguez Mesa (Pinar del Río, 22 dicembre 1964) è un'ex schermitrice cubana.

## Palmarès
In carriera ha conseguito i seguenti risultati:
- Giochi Panamericani:

Indianapolis 1987: argento nel fioretto a squadre.